# Ми з майбутнього 2
«Ми з майбу́тнього 2» (рос. Мы из будущего 2) — російський військово-фантастичний фільм 2010 р. студії «Централ Партнершип», продовження першої частини «Ми з майбутнього».
Низкою критиків фільм був оцінений як пропагандистський і антиукраїнський. З 16 лютого 2010 року фільм не рекомендований до показу в Україні.

## Сюжет
Герої першої частини фільму, Борман і Череп, потрапляють у 1944 рік, і разом з ними в минулому опиняються ще двоє — молоді українці Тарас і Сірий, що «грали» у війну на іншій стороні.

## У ролях
- Ігор Петренко — Сергій Філатов («Борман»)
- Володимир Яглич — Олег Васильєв («Череп»)
- Олексій Барабаш — Тарас
- Дмитро Ступка — Сергій
- Катерина Клімова — Ніна
- Владислав Резник — майор Дьомін
- Денис Карасьов — Місюряєв
- Іван Краско — Дід
- Остап Ступка — Командир загону УПА
- Кирило Полухін — Мартинов
- Христина Кузьміна — Маша

## «Кіноляпи»
- У фільмі зазначають, що стрільці Дивізії «прийняли смерть» чи що Дивізію було розбито. Насправді, із 8 тисяч особового складу Дивізії у прорив пішло близько 6 тисяч вояків, прорвалося у різних напрямках близько 3 тисяч, близько тисячі — перейшло до УПА. Решта — або загинули, або зникли безвісти: потрапили в полон чи повернулися додому. Див.: (14-та гренадерська дивізія Ваффен СС «Галичина»)
- У Тараса — знаки розрізнення Ваффен-СС. Однак, на правій петлиці — подвійні руни «Зіґ». У фільмі згадано, що відбувається реконструкція подій Бродівського прориву. Єдиною Дивізію Ваффен-СС під Бродами була 14-та Дивізія («Галичина»), на правих петлицях у її стрільців — галицький лев. «Зіґ»-руни були лише у  дивізій Ваффен СС, таких як: «Дас Райх», «Тотенкопф» і «Лейбштандарт А. Г.»; під Бродами їх не було. У масовки нашивка на лівому передпліччі (золотий лев із коронами на синьому полі) — завелика і нема орла над нею.
- Після бійки, на початку фільму, Тарас і Сірий біжать в ліс, де вони бачать іржавий пам'ятник. У цей час чітко видно сонячне світло, що падає крізь гілки, хоча події відбуваються після заходу сонця.
- Сотник питає героя: «Чому ти в нашій формі?» Упівець би сказав не «форма», а «стрій». Конвоїр каже героям: «Пшов!» (русизм). У фільмі кілька разів лунає «Хай живе вільна Україна!» (русизм — від «Да здраствует!») У той час гасло було — «Слава Україні!».
- Есесівці атакують упівський табір. У бродівському котлі не було інших стрільців Ваффен-СС, окрім 14-ї Дивізії. А вона не атакувала «своїх», хоча б тому, що була в оточенні
- Вантажівка з героями розвертається під обстрілом німецького танка, броньовика і взводу солдат близько 3 хвилин, і ніхто з героїв при цьому не постраждав.
- Німецький танк із фальшбортами — це або Pz III N, або Pz IV H. У обох серій установлювали 75 мм гармату. У танка із фільму — калібр гармати 37 мм чи 50 мм. Неможливо.
- у XIII-му німецькому корпусі було усього бл. 50 танків. Усі танки або відійшли із Вермахтом у напрямі до Львова, або їх було залишено на полі бою. На 21-23 липня усі підрозділи Вермахту у котлі здалися — а у 14-ї гренадерської Дивізії (піхотної), що пішла у прорив, жодного танка і навіть броньовиків (у фільмі бачимо Sd.Kfz. 251) не було; усю важку зброю і транспорт галичани залишили, і пішли у прорив із легкою стрілецькою зброєю. Крім того, стрільці Ваффен-СС ведуть безперервний обстріл вантажівки із героями із кулемета MG-42. Це неможливо: безперервно можна стріляти 3-5 секунд (у стрічці 50-250 набоїв, а швидкість безперервної стрільби — 1250 пострілів за хвилину). Шанс попасти по цілі на повному ходу броньовика по бездоріжжю — нульовий. Так само дивним є стрільба із танка на ходу: навіть радянські танкісти економили снаряди (влучити на ходу нереально).
- Перед виходом на балкон у фінальній сцені Філатов і Васильєв беруть автомати, а Тарас і Сірий гвинтівки. Однак у наступному кадрі Сірий вже стріляє з автомата ППШ.
- Викрадена вантажівка, на якій герої вирушають на лінію фронту, заводиться звуком дизельного двигуна, тоді як вантажівки подібного класу у воєнний час оснащувалися виключно бензиновими двигунами.
- У перестрілці в селі герої не перезаряджають зброю.
- На початку фільму, на кадрах хроніки, йдеться про те, що розгромлену в липні 1944 року дивізію «Галичина» «німці відновили через рік». Виходить, що в липні 1945. Дивізію СС «Галичина» не було розгромлено: вона пробилася із Бродівського котла, переформувалася і продовжувала воювати на Східному фронті, поки її не було переформовано у 1-шу Дивізію Української Національної Армії у квітні 1945-го.
- Філатов запитує бійців про 14-й піхотний батальйон. У Червоній Армії не було піхотних батальйонів, були стрілецькі.
- Тарас нападає в траншеї на німецького солдата і той зронив у двох метрах від себе гранату Stielhandgranaten 24 (радіус розльоту осколків 10-15 метрів). Коли вона вибухає, то вбиває лежачого німця, але не зачепивши Тараса і Сірого.
- Дія фільму відбувається в кінці липня, але в ряді сцен виразно видно як розпускається зелень і відсутня трава.
- У першій частині Ніна називає ім'я Дьоміна Льошенька (Олексій), хоча в другому фільмі його звуть Микола

## Реакції
16 лютого 2010 року Міністерство культури і туризму України не рекомендувало фільм до показу в Україні:
| Деякі епізоди картини є досить провокаційними у моральному плані і викликають особливе занепокоєння, зважаючи, що фільм передусім, спрямований на молодіжну аудиторію. На нашу думку, в цих фрагментах простежується тенденція до розпалювання міжнаціональної ворожнечі та суб'єктивний погляд на історичні події. На підставі вищезазначеного, Міністерство культури і туризму не рекомендує фільм «Ми з майбутнього 2» в такому варіанті для перегляду на території України. |
Незважаючи на це, кримська організація «Російська єдність» у травні 2010 року спромоглась організувати показ фільму в кінотеатрі Сімферополя.

## Критика
Українська кінокритика в цілому негативно оцінила фільм і охаректеризувала його як українофобський:

| Фільм є повною і безглуздою спробою зібрати усі неадекватні уявлення росіян про український націоналізм і історію. Ця стрічка — одна з небагатьох, абсолютно нескромних українофобних робіт, яка була створена за кордоном. |